# Bannatettix
Bannatettix is een geslacht van rechtvleugeligen uit de familie doornsprinkhanen (Tetrigidae). De wetenschappelijke naam van dit geslacht is voor het eerst geldig gepubliceerd in 1993 door Zheng.

## Soorten
Het geslacht Bannatettix omvat de volgende soorten:
- Bannatettix barbifemura Deng, Zheng & Wei, 2012
- Bannatettix brevipennis Deng, Zheng & Wei, 2008
- Bannatettix guangxiensis Zheng & Jiang, 1997
- Bannatettix longicornia Zheng, 1993
- Bannatettix longqishanensis Zheng, 1993
- Bannatettix menghaiensis Zheng, 1993
- Bannatettix nigritibialis Zheng & Shi, 2009
- Bannatettix oedicerus Zheng & Xu, 2010
- Bannatettix ruiliensis Zheng, 1993
- Bannatettix serrifemoralis Zheng & Shi, 2009
- Bannatettix tenuifemura Deng, Zheng & Wei, 2007
- Bannatettix tianlinensis Zheng, Jiang & Liu, 2005